# Саймон Бедая-Нгаро
Саймон Бедая-Нгаро (28 травня 1936, Бедая, ЦАР — 29 січня 2006, Ліон, Франція) — центральноафриканський політик. Доктор медицини. Професор. Член Французької академії хірургії. Міністр закордонних справ Центральноафриканської республіки (1980—1981 та 1993—1996).

## Життєпис
Народився 28 травня 1936 року в Бедаї, Центральноафриканська республіка. У 1962 році закінчив медичний факультет Паризького університету. Доктор медицини і доцент кафедри загальної хірургії у 1975 році.
Розпочав політичну діяльність у 1979 році у лавах Центральноафриканського народного визвольного руху (MLPC); Він став державним міністром з питань охорони здоров'я та соціальних питань (1979—1980), потім міністром закордонних справ (1980—1981) в урядах, сформованих покійним президентом Давидом Дако після повалення імператора Жана-Беделя Бокасса.
Після перемоги партії (MLPC) на загальних виборах у вересні 1993 року Саймон Бедая-Нгаро очолив Міністерство закордонних справ та франкофонії, яке він покинув у 1996 році, щоб обійняти посаду дипломатичного радника при Президентові Центральноафриканської Республіки до 2003 року.
29 січня 2006 року помер у Ліоні (Франція). 16 лютого 2006 року відбувся офіційний похорон професора Саймона Бейда Нгаро, в університеті Бангі, в присутності Президента Республіки Франсуа Бозізе.

## Сім'я
- Прийомний син — Армель Сайо, міністр молоді та спорту ЦАР[4].
- Син — Bedaya N'Garo Singuila, співак